# Ханна (гмина)
Ханна (пол. Hanna) — сельская гмина (волость) в Польше, входит как административная единица в Влодавский повет, Люблинское воеводство. Население — 3387 человек (на 2004 год). Административный центр гмины — деревня Ханна (Люблинское воеводство).

## Населённые пункты
Холешув, Холешув ПРГ, Даньце, Долхоброды, Засвятыче, Константын, Кузавка, Ляцк, Новы-Холешув, Павлюки, Ханна, Янувка.

## Соседние гмины
1. Гмина Славатыче
2. Гмина Соснувка
3. Гмина Тучна
4. Гмина Влодава

## Соседние государства
1. Белоруссия